# محمد كريشان
محمد كريشان، صحفي تونسي ولد عام 1959 يعمل حالياً في قناة الجزيرة الفضائية. يقدم برامج أخبارية، ويحاور الشخصيات السياسية والفكرية.

## نشأته
ولد محمد كريشان، تونسي الجنسية، يوم 7 يناير 1959 في صفاقس. حصل محمد كريشان على بكالوريوس إعلام من جامعة تونس سنة 1981 فعمل كمتعاون مع وكالة رويترز.
عاش طفولته وتعليمه الابتدائي في مدينة القصرين في الوسط الغربي المتاخم للحدود مع الجزائر. كان والده تاجراً هناك وقد عرف بنضاله السياسي ضد الاستعمار الفرنسي حيث تعرض للسجن، أما جده محمد الذي سمي باسمه فقد اعتقل لتخزينه السلاح للثوار الجزائريين ومات في سجنه بالجزائر.
هذه البيئة السياسية منذ الصغر جعلته مهتماً بأخبارها ومتابعاً للصحف والإذاعات التي كان والده مدمناً عليها. انتقلت العائلة إلى صفاقس حيث واصل تعليمه الثانوي وحصل على الثانوية العامة عام 1977 لينتقل إلى العاصمة تونس لدراسة الصحافة وعلوم الأخبار في الجامعة التونسية حيث تخرج ببكالوريوس إعلام عام 1981. وفي صفاقس عرف تجربة المسرح ونشط في الكشافة.

## الخبرات
- عمل مراسل لعدة صحف عربية.
- كما عمل في تلك الفترة محرراً للشأن العربي في عدد من الصحف الأسبوعية التونسية من 1980 إلى 1995.
- شغل أيضاً مراسل إم بي سي للفترة بين 1991 - 1992.
- بعدها لإذاعتي مونت كارلو وهولندا العربية بين 1991 و1995
- ثم مذيع أخبار في تلفزيون بي بي سي العربية بين 1995 و1996.
- التحق بقناة الجزيرة في 14 يوليو 1996 ليعمل مذيع أخبار ومقدم برامج حتى اليوم.

## عمله مع قناة الجزيرة
يعمل مذيع أخبار ومقدم برامج. التحق بالقناة في 14/7/1996، من برامجه:
- ما وراء الخبر.
- يقدم نشرات الأخبار.
- من أشهر برامجه حلقات مع الصحفي محمد حسنين هيكل.
- غزة تنتصر.

## وصلات خارجية
- محمد كرشان على موسوعة الجزيرة
- مقالات محمد كريشان في القدس العربي